# Slag bij Spotsylvania Court House
De Slag bij Spotsylvania Court House vond plaats tussen 8 en 21 mei 1864 in Spotsylvania County, Virginia tijdens de Amerikaanse Burgeroorlog. Het was de tweede grote slag tussen de Noordelijke luitenant-generaal Ulysses S. Grant en de Zuidelijke generaal Robert E. Lee tijdens de Overland-veldtocht. Na de bloedige maar onbesliste Slag in de Wildernis probeerde Grant Lee naar een betere locatie te lokken om Lee te verslaan. De voorste eenheden van Lee's leger slaagden er echter in om als eersten bij het strategisch belangrijke kruispunt bij Spotsylvania Court House te geraken. Daar begonnen ze zich onmiddellijk in te graven. Grant probeerde verschillende methoden om de vijandelijke linies te breken. Na een strijd van 14 dagen en 32.000 slachtoffers verder was de slag onbeslist.

## Samenvatting
Op 8 mei probeerden de Noordelijke generaals Gouverneur K. Warren en John Sedgwick de Zuidelijken onder generaal-majoor Richard H. Anderson te verdrijven van Laurel Hill, een stelling die tussen de Noordelijken en Spotsylvania Court House lag. Op 10 mei gaf Grant het bevel tot een nieuwe aanval op de Zuidelijke stellingen die nu al 6,5 km lang waren. Het sluitstuk was een saillant gekend als de "Mule Shoe". Hoewel de aanval op Laurel Hill opnieuw mislukte, toonde de aanval van kolonel Emory Upton op de Mule Shoe toch enige belofte.
Op 12 mei gebruikte Grant Uptons aanvalstactiek op een veel grotere schaal toen hij de 15.000 soldaten van generaal-majoor Winfield S. Hancock de Mule Shoe liet aanvallen. Het initieel succes van Hancock werd na zware gevechten toch afgeslagen. De aanvallen uitgevoerd door de soldaten van generaal-majoor Horatio G. Wright op de westelijke zijde van Mule Shoe, die later bekend werd als "Bloody Angle" zou 24 uur van man-tegen-mangevechten worden. Ze worden tot de meest intense van het volledige conflict gerekend. Ook de ondersteunende aanvallen van Warren en generaal-majoor Ambrose Burnside kenden geen succes.
Grant hergroepeerde zijn eenheden en liet Hancock op 18 mei een laatste grote aanval uitvoeren, opnieuw zonder succes. De aanval van luitenant-generaal Richard S. Ewell bij Harris Farm op 19 mei werd ook voor de Zuidelijken kostbaar. Op 21 mei liet Grant de Zuidelijke stellingen voor wat ze waren en trok opnieuw in zuidoostelijke richting om rond de Zuidelijke linies te geraken. De Overland-veldtocht vervolgde zijn dodelijk verloop naar de volgende slag bij North Anna.

## Achtergrond

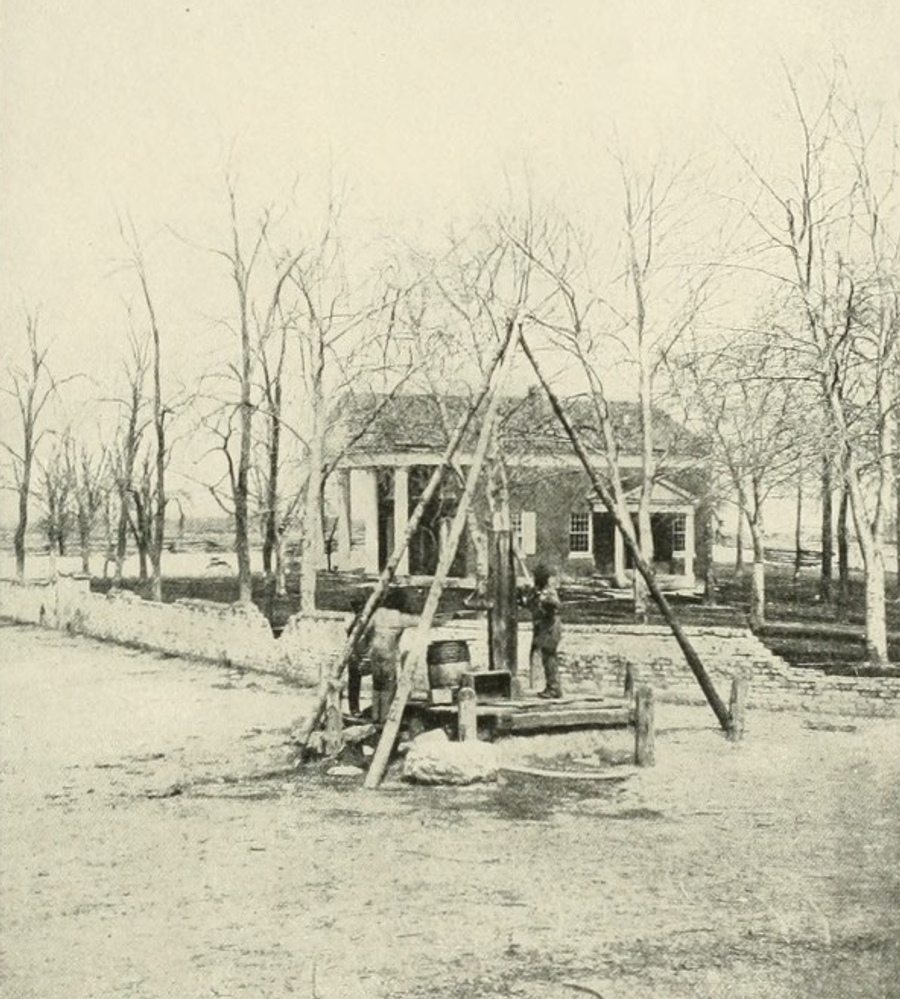
Spotsylvania Courthouse, 1864

In mei 1864 werd Grant gepromoveerd tot luitenant-generaal en werd bevelhebber van alle Noordelijke legers. Hij richtte zijn hoofdkwartier in bij het Army of the Potomac. Generaal-majoor George G. Meade bleef evenwel bevelhebber van het Army of the Potomac. Generaal-majoor William T. Sherman kreeg het bevel over de legers aan het westelijke front. Samen met president Abraham Lincoln werkte Grant een algemeen plan uit om het Army of Northern Virginia van generaal Robert E. Lee te verslaan, Richmond in te nemen en de oorlog tot een einde te brengen. Dit was de eerste keer dat ook de operaties in de Shenandoahvallei, West Virginia, Georgia en Alabama gecoördineerd werden door één bevelhebber.
Grants strategisch doel was niet de Zuidelijke hoofdstad Richmond, maar de vernietiging van Lee's leger. Lincoln, die deze strategie alleen maar kon toejuichen, wist ook dat de hoofdstad snel zou vallen zonder de bescherming van Lee's leger. Grant gaf het bevel aan Meade: "Waar Lee is, daar moet jij ook zijn." Hoewel Grant hoopte op een snelle overwinning, was hij bereid om een uitputtingsoorlog te voeren. Aan beide zijden zouden veel slachtoffers vallen. De Noordelijken hadden wel een grotere strategische reserve.
Op 5 mei stak Grants leger de Rapidan over en marcheerde door de Wilderness van Spotsylvania. Daar werd het aangevallen door het Zuidelijke Army of Northern Virginia van generaal Robert E. Lee. Hoewel Lee ver in de minderheid was met 60.000 soldaten tegenover 100.000 Noordelijken, vochten zijn soldaten met de nodige vasthoudendheid. Na twee dagen en 29.000 slachtoffers was er geen beslissing gevallen. Lee had Grant gestopt maar niet teruggeslagen. Onder dergelijke omstandigheden zouden Grants voorgangers zich teruggetrokken hebben. Grant gaf echter het bevel aan Meade om Lee te flankeren en het belangrijke kruispunt van Spotsylvania Court House te bezetten. Zo kon Grant zich tussen Lee en Richmond manoeuvreren en diende Lee slag te leveren.

### Samenstelling van de legers
Op 7 mei telde Grants strijdmacht ongeveer 100.000 soldaten. Deze strijdmacht bestond uit het Army of the Potomac aangevoerd door generaal-majoor George G. Meade en het IX Corps van het Army to the Ohio die rechtstreeks aan Grant rapporteerde. Deze vijf korpsen waren:
- II Corps onder leiding van generaal-majoor Winfield S. Hancock bestaande uit de divisies van generaal-majoor David B. Birney en de brigadegeneraals Francis C. Barlow, John Gibbon en Gershom Mott. (Motts 4th Division werd ontbonden op 13 mei en verdeeld over de andere divisies van het korps. Op 18 mei werd een nieuwe 4th Division gevormd met de versterkingen van Washington D.C. die voornamelijk uit de soldaten van de zware artillerieregimenten bestonden. Deze stond onder het bevel van brigadegeneraal Robert O. Tyler.)
- V Corps onder leiding van generaal-majoor Gouverneur K. Warren bestaande uit de divisies van brigadegeneraals Charles Griffin, John C. Robinson, Samuel W. Crawford en Lysander Cutler. (Nadat Robinson op 8 mei gewond raakte, werd zijn divisie tijdelijke ontbonden en verdeeld over de andere divisies van het korps.)
- VI Corps onder leiding van John Sedgwick bestaande uit de divisies van brigadegeneraals Horatio G. Wright, Thomas H. Neill en James B. Ricketts. (Sedgwick sneuvelde op 9 mei en werd vervangen door Wright. Wrights 1st Division werd dan aangevoerd door brigadegeneraal David A. Russell.)
- IX Corps onder leiding van generaal-majoor Ambrose Burnside bestaande uit de divisies van brigadegeneraals Thomas G. Stevenson, Robert B. Potter, Orlando B. Willcox en Edward Ferrero. (Stevenson sneuvelde op 10 mei en werd vervangen door kolonel. Daniel Leasure en later generaal-majoor Thomas L. Crittenden)
- Cavalry Corps aangevoerd door generaal-majoor Philip H. Sheridan bestaande uit de divisies van brigadegeneraals Alfred T.A. Torbert, David McM. Gregg en James H. Wilson. (Tijdens de periode tussen 9 en 24 mei was Sheridans cavalerie niet aanwezig en speelde dus geen rol tijdens de gevechten bij Spotsylvania Court House.)

Lee's Zuidelijke Army of Northern Virginia telde ongeveer 52.000 soldaten ingedeeld in vier korpsen, namelijk:
- First Corps onder leiding van generaal-majoor Richard H. Anderson bestaande uit de divisies van generaal-majoor Charles W. Field en brigadegeneraal Joseph B. Kershaw.
- Second Corps onder leiding van luitenant-generaal Richard S. Ewell bestaande uit de divisies van de generaal-majoors Jubal A. Early, Edward "Allegheny" Johnson en Robert E. Rodes. (Op 8 mei nam Jubal Early het tijdelijke commando van het Third Corps op zich en werd vervangen door brigadegeneraal John B. Gordon.)
- Third Corps onder leiding van luitenant-generaal A.P. Hill bestaande uit de divisies van de generaals-majoor Henry Heth en Cadmus M. Wilcox en brigadegeneraal William Mahone. (Op 8 mei werd Hill ziek en werd tijdelijk vervangen door Jubal Early.)
- Cavalry Corps onder leiding van generaal-majoor J.E.B. Stuart bestaande uit de divisies van de generaal-majoors Wade Hampton, Fitzhugh Lee en W.H.F. "Rooney" Lee.

### 7 mei: de wedren naar Spotsylvania

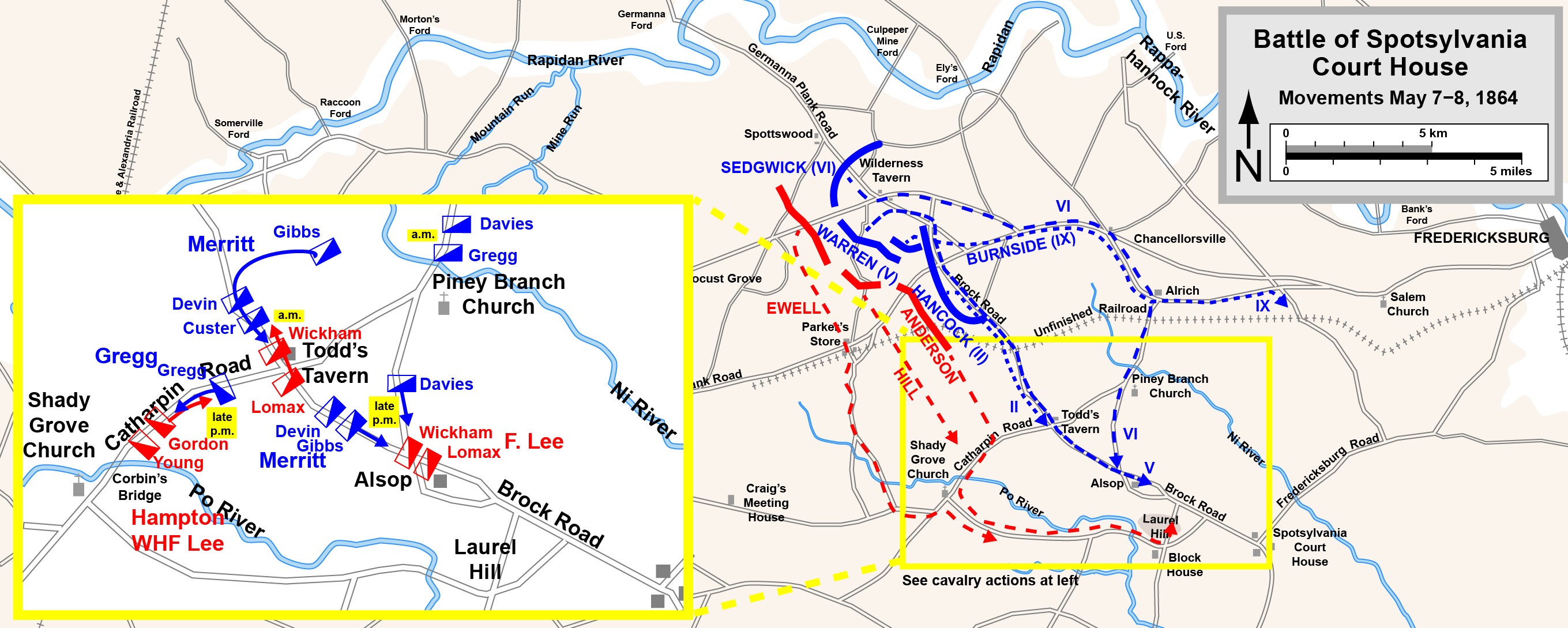
Bewegingen op 7 mei 1864; Cavaleriebewegingen uitvergroot

Grant had orders gegeven aan Meade, om in de nacht van 7 op 8 mei via twee verschillende marsroutes Spotsylvania Court House te bereiken. Dit lag ongeveer 16 km verder in zuidoostelijke richting. Meade diende met ten minste één korps daar aan te komen in de ochtend van de 8ste mei. Warrens V Corps marcheerde via de Brock Road op de voet gevolgd door Hancocks II Corps. Sedgwicks VI Corps zou via de Orange Plank Road naar Chancellorsville oprukken om dan in zuidelijke richting af te draaien. Het IX Corps van Burnside volgde hen op de voet.
Meade liet de cavalerie van Sheridan de Brock Road schoonvegen. De cavaleristen reden zich al spoedig vast. De brigade van kolonel J. Irvin Gregg werd bij Corbins Bridge op de Catharpin Road gestopt door de cavaleristen van Wade Hampton en Rooney Lee. Gregg trok zich terug naar een veld ten westen van Todd's Tavern en groef zich in achter eenvoudige borstweringen. Hij sloeg verschillende Zuidelijke tegenaanvallen af. Op 1,5 km ten zuiden van Todd's Tavern botste Wesley Merritts Noordelijke divisie op Zuidelijke borstweringen bemand door Fitzhugh Lee's cavalerie. Tijdens de late namiddag en avond werd hevig gevochten. Sheridan staakte de aanval toen het te donker werd en liet zijn soldaten bij Todd's Tavern overnachten. De Noordelijke infanterie begon aan hun opmars rond 20.00 uur. Hun opmars werd verschillende keren vertraagd door verkeersopstoppingen. Toen Meade na middernacht bij Todd's Tavern aankwam, werd hij razend toen hij Sheridans soldaten daar slapend aantrof. Ze kregen het onmiddellijke bevel om hun opdracht uit te voeren.
Lee was onzeker over Grants intenties. Verkenningseenheden hadden gezien, hoe het materiaal om rivieren over te steken verplaatst was van Fort Germanna. Dit hield in, dat Grant zich niet zou terugtrekken. Het Noordelijke leger kon in oostelijke richting naar Fredericksburg marcheren of in zuidelijke richting optrekken. In beide gevallen zou het kruispunt van Spotsylvania Court House van strategisch belang zijn. Lee gaf het bevel aan zijn artilleriecommandant, brigadegeneraal William N. Pendleton om een weg aan te leggen in zuidelijke richting van de Zuidelijke stellingen in de Wilderness naar Catharpin Road. Hij gaf eveneens het bevel aan generaal-majoor Richard H. Anderson, die luitenant-generaal James Longstreet verving nadat die op 6 mei gewond raakte, om diezelfde weg te volgen. Lee gaf geen urgentie mee aan het bevel. Toch wensten Anderson en zijn soldaten zo snel mogelijk hun naar lijken en verbrand hout stinkende stellingen zo snel mogelijk te verlaten. De mars werd ingezet rond 22.00 uur.

## 8 mei: Laurel Hill en problemen met de cavalerie

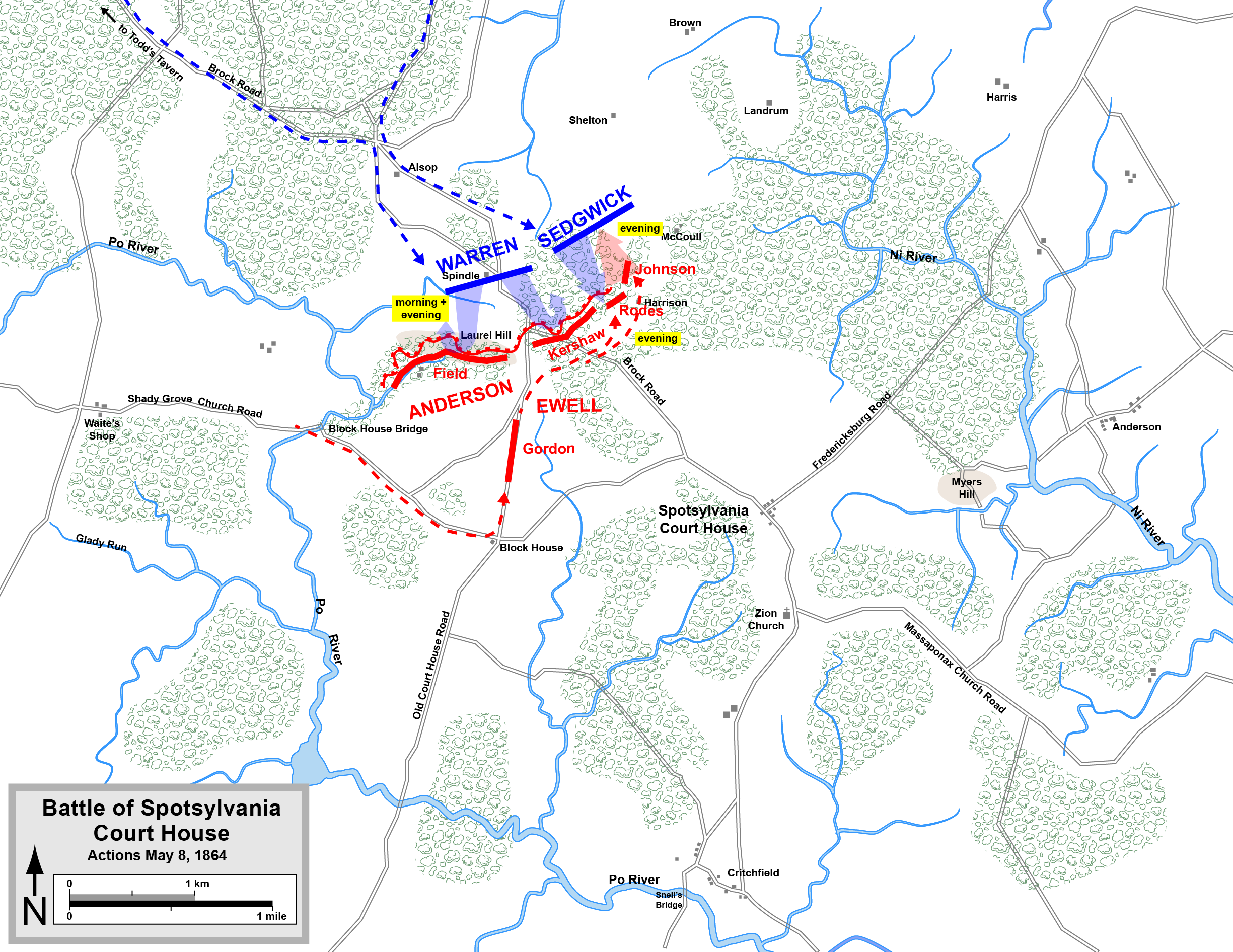
Aanvallen op de stellingen op Laurel Hill line op 8 mei

Bij het aanbreken van de dageraad op 8 mei vielen Wesley Merritts cavaleristen opnieuw die van Fitzhugh Lee aan op de Brock Road. Opnieuw werd hun aanval afgeslagen. Meade liet het V Corps aanrukken om de weg vrij te maken. De divisie van brigadegeneraal John C. Robinson joeg de Zuidelijke cavaleristen weg. Bij Alsop Farm streed de bereden artillerie van Fitzhugh Lee nog verder en vertraagde zo de Noordelijke infanterie-opmars. Ondertussen groeven de cavaleristen zich opnieuw in op een lage helling net ten zuiden van Spindle Farm, die de naam "Laurel Hill" meekreeg. Lee liet versterkingen aanvoeren in de vorm van Andersons infanterie. Anderson liet onmiddellijk twee infanteriebrigades en een artilleriebataljon naar voor komen. Ze arriveerden net op het moment toen Warrens soldaten 100 meter noordelijker hun posities innamen.
Warren ging ervan uit dat alleen cavalerie in zijn weg stond. Daarom gaf hij het bevel tot een frontale aanval op Laurel Hill. Opeenvolgende aanvallen door de divisies van het V Corps werden met bloedige verliezen afgeslagen. Tegen de middag begonnen de Noordelijken borstweringen aan te leggen ten noorden van Spindle Farm. Ondertussen had een Noordelijke cavaleriedivisie onder leiding James H. Wilson Spotsylvania Court House bereikt en ingenomen. Wilson stuurde de brigade van kolonel John B. McIntosh de Brock Road op om de Zuidelijke stellingen bij Laurel Hill van achteren aan te vallen. J.E.B. Stuart had slechts één cavalerieregiment om in te zetten tegen McIntosh. Een infanteriedivisie van Andersons onder leiding van Joseph B. Kershaw naderde snel om de Zuidelijke cavalerie te ondersteunen. Door de aanwezigheid van Zuidelijke infanterie en het bevel van Sheridan om zich terug te trekken, keerde Wilson op zijn stappen terug langs de Fredericksburg Road.
Meade en Sheridan waren het oneens over de slagkracht van de cavalerie tijdens de veldtocht. Dit nieuwe incident waarbij Sheridan er niet in geslaagd was om de Brock Road te zuiveren van de vijand, bracht het gemoed van Meade tot een kookpunt. Na een hoog oplopende woordenwisseling tussen beide generaals, maakte Sheridan duidelijk dat hij Stuart op elk moment kon verslaan indien hij de toestemming kreeg. Meade rapporteerde dit aan Grant die antwoordde dat hij (Sheridan) meestal wist wat hij vertelde, dus hij kreeg ook de toestemming. Sheridan kreeg het bevel van Meade om op te treden tegen de vijandelijke cavalerie. De volgende dag vertrokken alle 10.000 cavaleristen onder leiding van Sheridan. Op 11 mei leverden ze slag met Stuart bij Yellow Tavern. Ze keerden pas terug naar de hoofdmacht op 24 mei. Grant en Meade waren dus virtueel blind voor de bewegingen van de vijand.
Terwijl Warren vruchteloze aanvallen uitvoerde op Laurel Hill tijdens de ochtend van 8 mei, bereikte Hancocks II Corps Todd's Tavern. Daar richtten de soldaten borstweringen op ten westen van Catharpin Road om de achterhoede van hun leger te beschermen. Jubal Early, die A.P. Hill vervangen had door diens ziekte, wou de sterkte van deze stellingen testen. Hij stuurde de divisie van William Mahone en cavalerie naar voren. Na een kort gevecht trok Hancocks divisie onder leiding van Francis C. Barlow zich terug naar Todd's Tavern. Early liet het daar bij.
In de namiddag arriveerde Sedgwicks VI Corps bij Laurel Hill en nam defensieve stellingen in ten oosten van Warren. Tegen 19.00 uur vielen beide korpsen in een gecoördineerde aanval aan, maar werden door zwaar vijandelijk geweervuur terug geslagen. Ze probeerden daarna de rechterflank van Anderson te flankeren. Ze werden echter verrast door de net aangekomen divisies van Ewells Second Corps. Opnieuw werd de Noordelijke aanval gestopt. Meade had geen goede dag achter de rug. Hij had de wedren naar Spotsylvania verloren, lag in onmin met zijn cavaleriecommandant, vond dat Sedgwick veel te laat op het strijdtoneel verschenen was en was ontgoocheld in Warren voor zijn onsuccesvolle aanvallen op Laurel Hill.

## 9 mei: Fortificaties, Sedgwick en Hancock

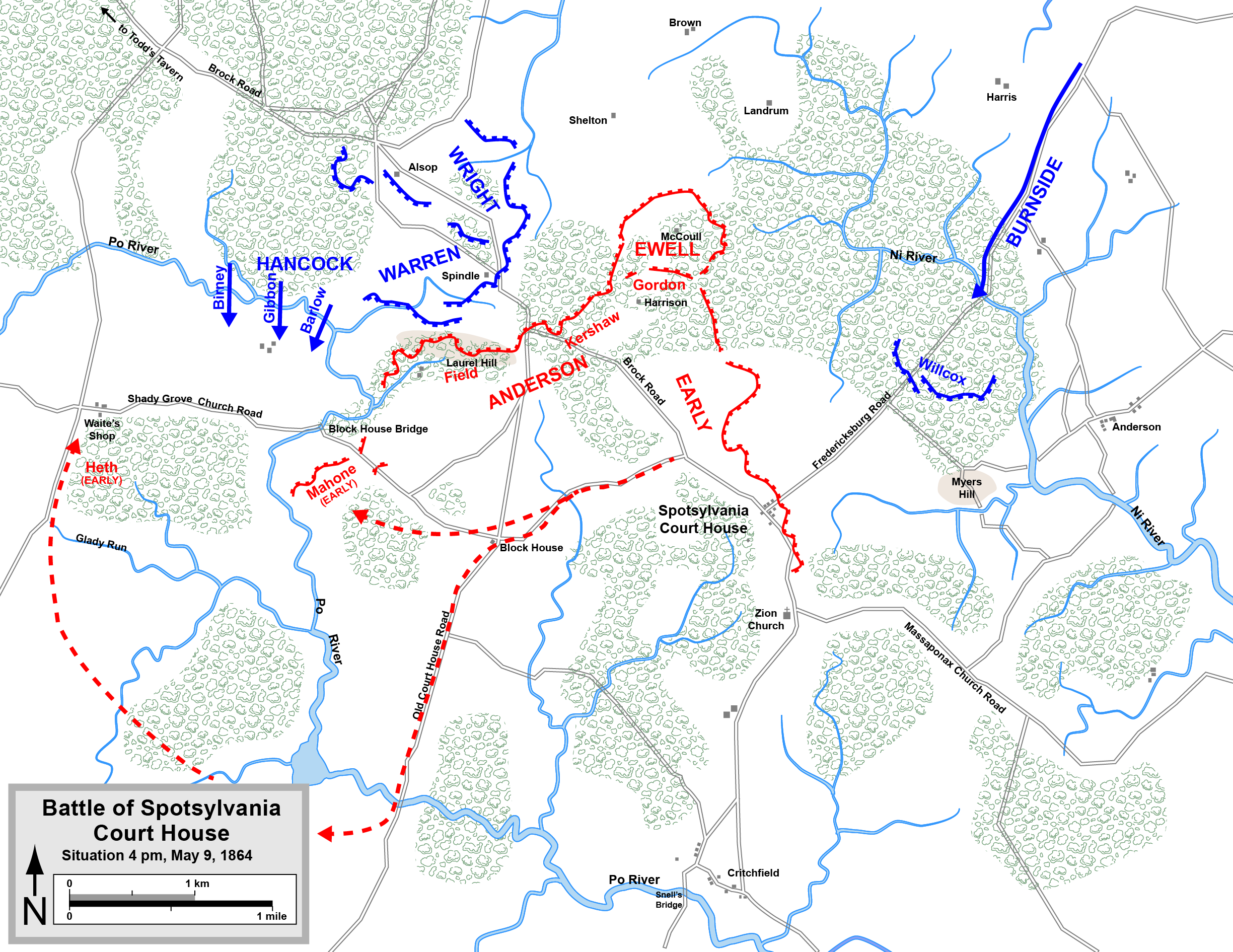
Stellingen en manoeuvres op 9 mei

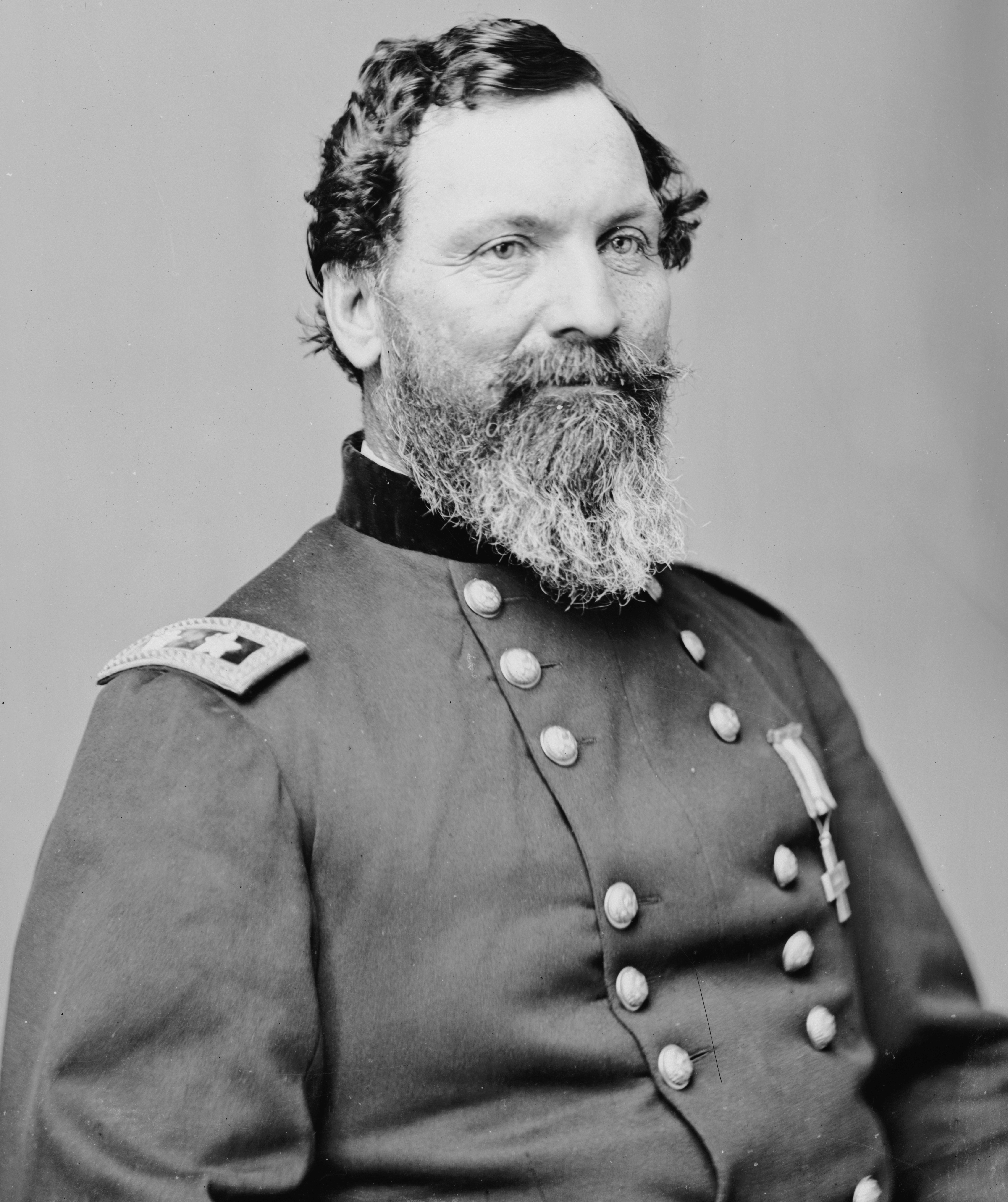
John Sedgwick

Tijdens de nacht van 8 op 9 mei wierpen de Zuidelijken aarden borstweringen op die 6,5 km lang werden. Het begon bij de Po waarna het over de stellingen op Laurel Hill, dwars over de Brock Road en via een hoefijzervormige uitstulping dan in zuidelijke richting verder liep tot voorbij het kruispunt bij de rechtbank. De aarden wallen werden versterkt met hout en bewaakt door artillerie die zowel de linie als de flanken bestreek. De enige zwakke schakel in Lee's linies was de hoefijzervormige uitstulping die de naam "Mule Shoe" kreeg en die 1,6 km lang was. Hoewel de Zuidelijke genie dit ook wist, hadden ze toch dit hoger gelegen terrein in hun defensieve linies geïncorporeerd. Het kon funeste gevolgen hebben indien de Noordelijken erin slaagden om deze uitstulping in te nemen.
Ook de Noordelijke soldaten hadden hun eigen bouwproject die nacht. Rond 09.00 uur werd generaal-majoor John Sedgwick, die net de linies van het VI Corps inspecteerde, geraakt in het hoofd door een kogel van een Zuidelijke scherpschutter. Hij had net tegen een verschrikte soldaat zijn beruchte laatste woorden gezegd namelijk: "Ze kunnen zelfs geen olifant raken op deze afstand". Zijn dood was een harde slag voor het leger die een geliefde commandant verloren. Meade stelde generaal-majoor Horatio G. Wright aan als plaatsvervanger van Sedgwick.
Op de Noordelijke linkerflank naderde het IX Corps van Burnside het slagveld via de Fredericksburg Road komende uit Alrich. De voorhoede werd gevormd door brigadegeneraal Orlando B. Willcox' divisie. Ze werden tijdelijk vertraagd door de vijandelijke cavalerie onder leiding van Fitzhugh Lee. Toen ze dicht genoeg genaderd waren om de Zuidelijken te zien bij Spotsylvania Court House, kreeg Burnside schrik dat hij reeds te ver gevorderd was. Hij liet zijn soldaten zich ingraven. Op hetzelfde ogenblik rapporteerde Hancock op de rechterflank dat Early's soldaten zich terugtrokken. Grant leidde uit deze twee rapporten af dat de Zuidelijken hun soldaten van de ene flank naar de andere flank aan het verschuiven waren. Grant rook een opportuniteit om aan te vallen. Hancock kreeg het bevel om de Po over te steken en de Zuidelijke linkerflank aan te vallen om de vijand in Burnsides richting te duwen bij de Mattaponi. De rest zou in het centrum afwachten tot ze een opportuniteit zagen om zelf de aanval in te zetten.
Hancocks II Corps stak de Po over. Hij was echter bezorgd over de sterk verdedigde Block House Bridge. Daarom besliste Hancock om de aanval uit te stellen. Dit was de doodsteek voor Grants plan. Die nacht verplaatste Lee twee divisies van Jubal Earlys korps van Spotsylvania Court House naar de stellingen voor Hancock. Mahones divisie kwam pal voor Hancock te liggen, terwijl Henry Heths divisie zich tegenover Hancocks rechterflank opstelde.

## 10 mei: Grant valt aan

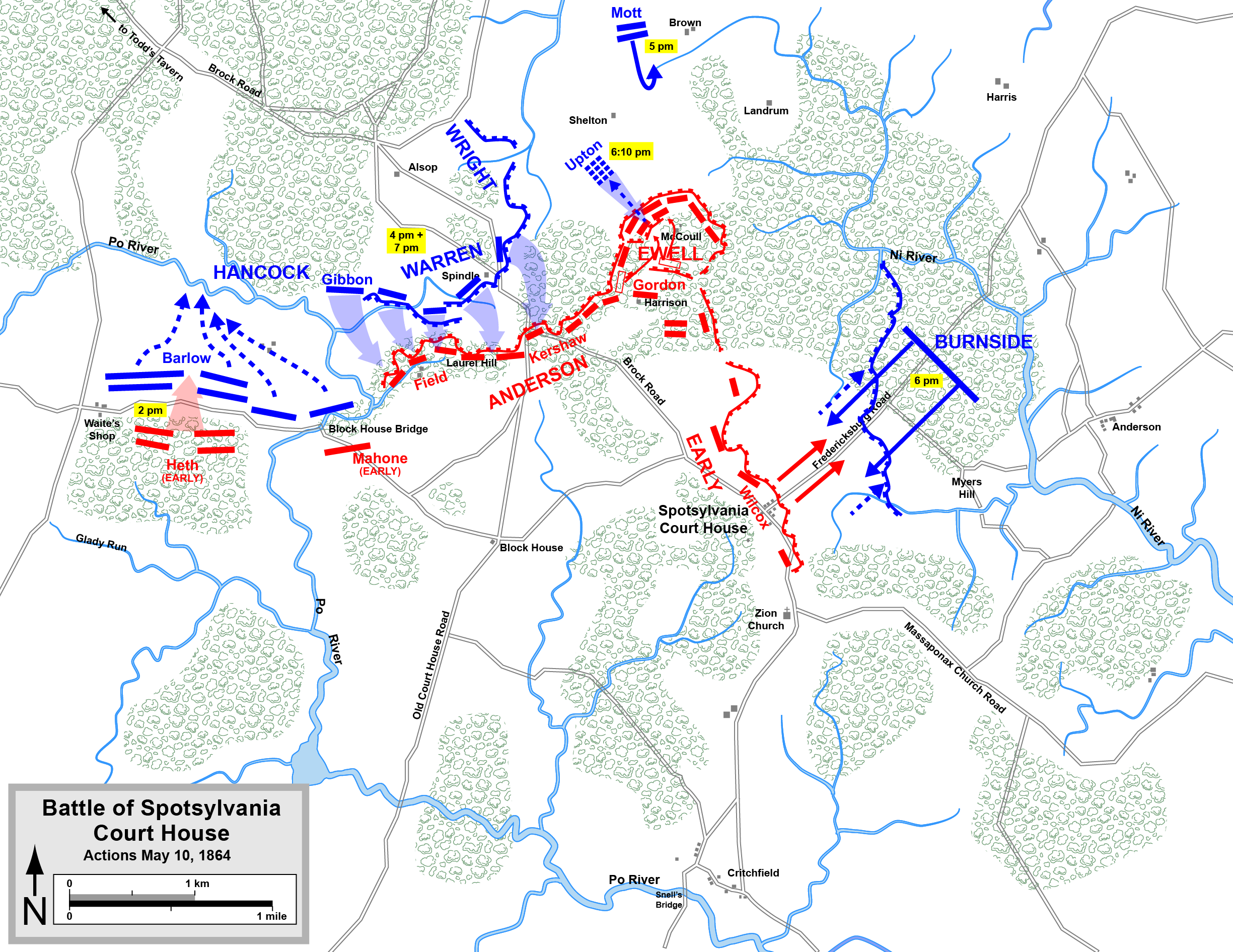
Grant valt aan op 10 mei

Toen de ochtend aanbrak realiseerde Grant zich dat hij verkeerde veronderstellingen gemaakt had. Hancock stond tegenover een ernstige dreiging. Dit opende volgens Grant echter een nieuwe opportuniteit. Hij veronderstelde (opnieuw verkeerd) dat de eenheden voor Hancocks linies verplaatst waren van de Zuidelijke stellingen op Laurel Hill. Hancock kreeg het bevel om zich opnieuw over de Po terug te trekken en één divisie achter te laten om de Zuidelijken bezig te houden. De rest van het leger zou om 05.00 uur de volledige Zuidelijke linie dienen aan te vallen. Tijdens deze aanval hoopten de Noordelijken zwakke schakels in de vijandelijke linie te ontdekken. Hancock liet de divisie van Francis C. Barlow achter bij snel opgeworpen aarden wallen en trok de rest van zijn korps terug over de Po.
Om 14.00 uur besliste Jubal Early om Barlow aan te vallen met Heths divisie. Barlows soldaten kregen het al snel moeilijk toen Zuidelijke kanonskogels de omliggende bossen in brand schoten. Ze slaagden erin om zich 1,5 km terug te trekken en de Po over te steken zonder gevangengenomen te worden. Ze vernietigden de bruggen na hun oversteek.
Barlows terugtocht diende ondersteund te worden door Hancock. Dit betekende dat Warren het bevel voerde over de aanval op de Laurel Hill sector. Net na Hancocks vertrek vroeg Warren aan Meade om onmiddellijk tot de aanval te mogen overgaan zonder overleg met de aangrenzende sectoren of Grants aanval af te wachten die gepland stond voor 17.00 uur. Warren wou zijn ontgoochelende gedrag van de vorige dag uitwissen zodat hij zijn aura van agressiviteit niet zou verliezen. Meade gaf om onbegrijpelijke redenen toe. Warren viel aan om 16.00 uur samen met elementen van het II en V Corps. Opnieuw werd deze aanval met zware verliezen afgeslagen.
Grant werd gedwongen om zijn aanval van 17.00 uur uit te stellen tot Warren zijn eenheden had gehergroepeerd. Brigadegeneraal Gershom Mott van het II Corps had echter het bevel tot uitstel niet ontvangen en viel de top van de Mule Shoe aan om 17.00 uur. Zodra ze het open veld voor de Zuidelijke stellingen bereikten, werden ze aan flarden geschoten door de Zuidelijke artillerie.

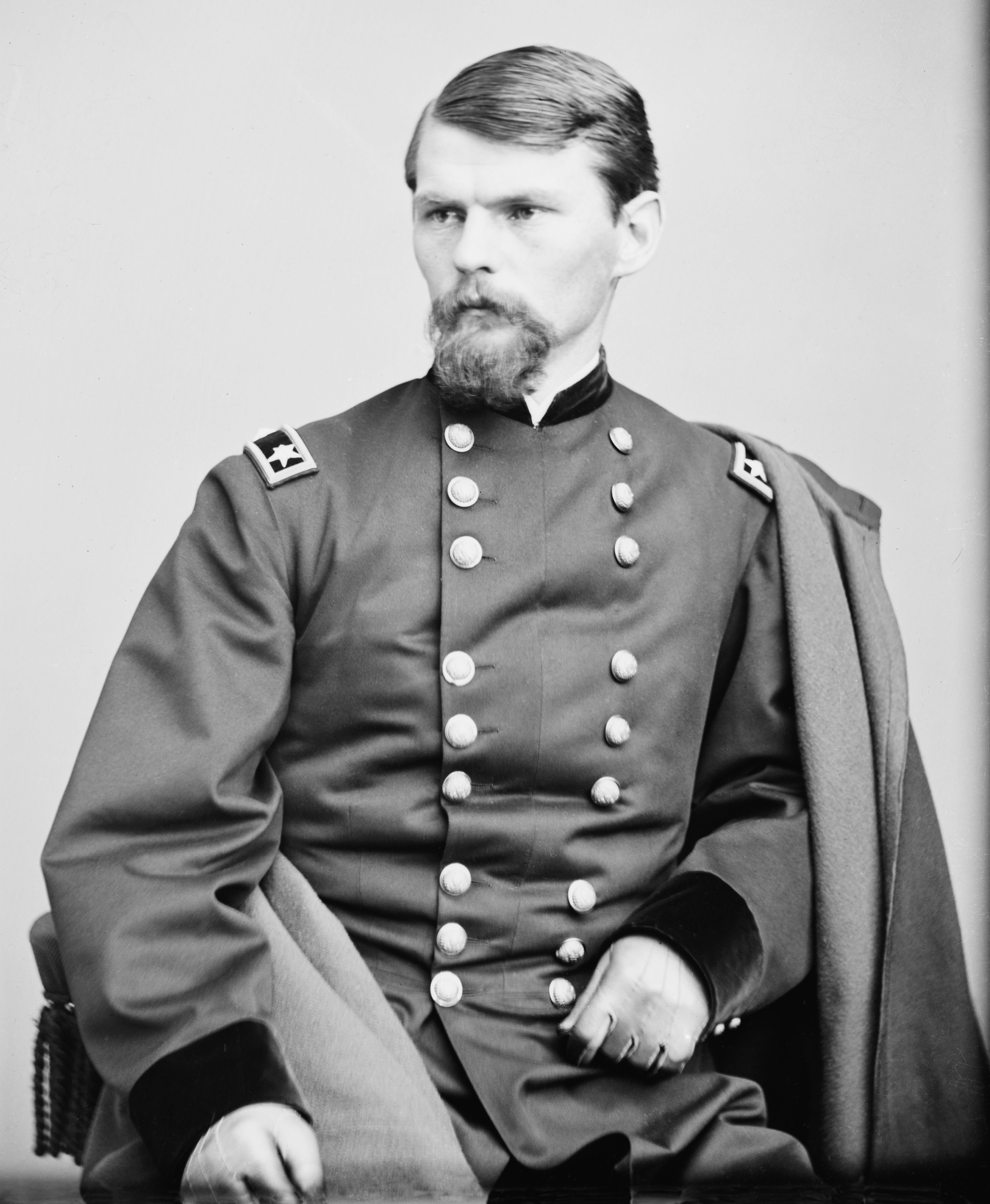
Emory Upton

Rond 18.00 uur viel het VI Corps aan in een ongebruikelijke formatie. Kolonel Emory Upton leidde een groep van 12 zelfgekozen regimenten, ongeveer 5.000 man sterk, in een slaglinie van vier linies diep. Ze vielen aan op een zwak punt aan de westzijde van de Mule Shoe, de zogenaamde Doles salient. (Deze werd zo genoemd naar de bevelvoerende Zuidelijke officier brigadegeneraal George P. Doles.) Uptons plan was om zijn soldaten over het open terrein te laten rennen zonder te stoppen om te vuren of te herladen. Zo bereikten ze de vijandelijke stellingen met minimale schade omdat de Zuidelijken minder schoten hadden kunnen afvuren. Toen de eerste linie een doorbraak geforceerd had, zorgden de volgende linies ervoor om het gat te verbreden aan beide zijden. Gershom Motts divisie diende als ondersteuning om het succes verder uit te buiten. Het plan werkte. De vijandelijke linie werd doorbroken en Doles' brigade incasseerde zware verliezen. Toch slaagden Lee en Ewell erin om snel een effectieve tegenaanval uit te voeren met brigades uit de Mule Shoe sector. Mott was reeds buiten strijd en eenheden van Warrens V Corps hadden ook al veel van hun kruit verschoten in de aanval van 16.00 uur. Door de krachtige tegenaanval werden Uptons manschappen verdreven en met tegenzin gaf Upton het bevel tot de aftocht. Grant promoveerde Upton tot brigadegeneraal voor zijn aanval.
Ook om 18.00 uur, op de Noordelijke linkerflank, rukte Burnside op langs de Fredericksburg Road. Zowel hij als Grant waren er zich niet van bewust dat door troepenverplaatsingen van Lee naar de Po enkel de Zuidelijke divisie van Cadmus M. Wilcox in Hancocks weg stond. Ook was er een groot gat tussen de stellingen van Wilcox en Ewell. (Dit gebrek aan informatie was het gevolg van het wegsturen van Sheridans cavalerie.) Toen Burnside tegenstand ondervond van Wilcox, liet hij zijn manschappen stoppen om borstweringen aan te leggen. Die avond kreeg Burnside het bevel van Grant om zich uit deze "geïsoleerde" positie terug te trekken naar de stellingen van Wright.

## 11 mei: nieuwe plannen voor de grote aanval
Ondanks de tegenslagen van 10 mei had Grant toch redenen tot optimisme. Het enige lichtpunt van die dag was het initieel succes van Uptons innoverende aanval. De mislukking was te wijten aan het ontbreken van steun. Grant wou deze techniek op een groter schaal uitproberen, namelijk op korpsniveau. Hij stelde Hancocks II Corps aan om de aanval op de Mule Shoe uit te voeren terwijl Burnsides IX Corps het oostelijke deel voor zijn rekening zou nemen. Het V Corps van Warren en het VI Corps van Wright moesten druk uitoefenen op Laurel Hill. In de ochtend van 11 mei zond Grant een beroemd geworden telegram naar de minister van oorlog Edwin M. Stanton: "Het voorlopige resultaat is in ons voordeel. De vijand en wijzelf hebben desondanks zware verliezen geleden... Ik stel voor om dit hier en nu uit te vechten, al heb ik de volledige zomer nodig."
Aan Zuidelijke zijde had Lee informatie ontvangen die hem deden geloven dat Grant voorbereidingen trof om zich terug te trekken naar Fredericksburg. Indien dit waar was, wilde Lee onmiddellijk tot de aanval overgaan. Hij was echter ongerust over de mobiliteit van zijn artillerie om de aanval te ondersteunen. Daarom liet hij de vuurmonden van Allegheny Johnsons divisie terugtrekken van Mule Shoe. Lee wist niet dat dit nu de sector was waar Grant een grote aanval op zou richten.
Tegen de avond begonnen Hancocks soldaten zich ter verzamelen bij Brown farm op ongeveer 1,2 km van de Mule Shoe en dit in de gietende regen. Zowel zijn soldaten als lagere officieren waren niet voorbereid op de aanval. Ze hadden geen informatie over het terrein, de obstakels of de vijandelijke stellingen. De Zuidelijken hoorden hun voorbereidingen door de storm heen. Ze konden echter niet uitmaken of het om een nakende aanval ging of de voorbereidingen voor de terugtocht. Allegheny Johnson vertrouwde het zaakje niet en vroeg aan Ewell om zijn artillerie terug te krijgen. Ewell gaf zijn zegen, maar het bevel zou de artillerie pas om 03.30 uur bereiken. Dus ongeveer een half uur voordat de aanval van Hancock gepland stond.

## 12 mei: The Bloody Angle

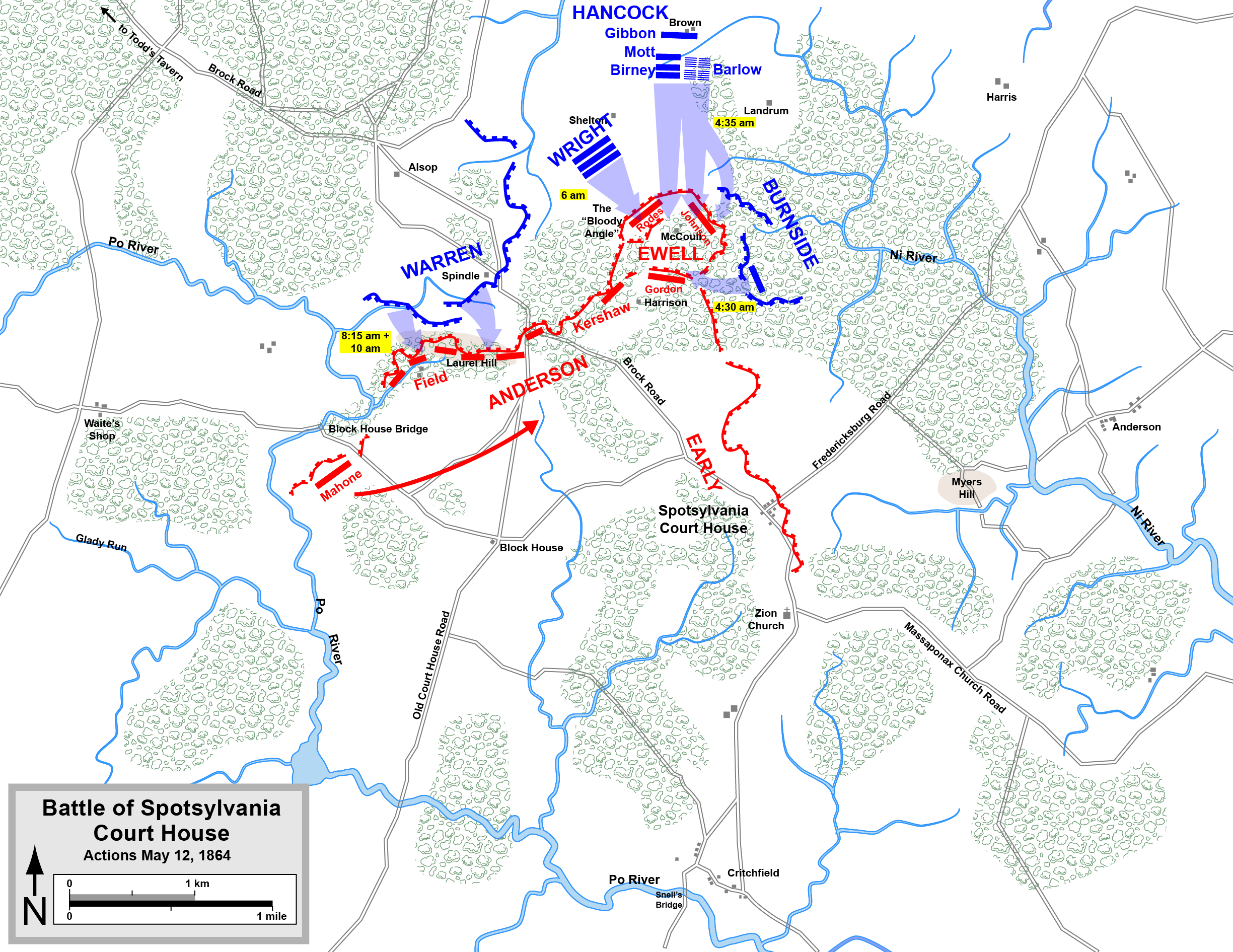
Grants grote aanval op 12 mei

Het begin van Hancocks aanval was voorzien om 04.00 uur, maar het was nog pikdonker. Daarom werd de aanval uitgesteld tot 04.35 uur. Toen stopte het wel met regenen, maar een dichte mist kwam op. De aanval beukte door de Zuidelijke stellingen. De brigade van Jones werd van de kaart geveegd. Toen de divisie van Barlow rond de oostelijke tip van de Mule Shoe draaide, werd de brigade van George H. Stueart onder de voet gelopen. Zowel Steuart als Allegheny Johnson werden gevangengenomen. Rechts van Barlow stuitte brigadegeneraal David B. Birney op meer weerstand van de brigades van kolonel William Monaghan en brigadegeneraal James A. Walker (de Stonewall Brigade). Door de regen was het meeste buskruit van de Zuidelijken niet bruikbaar. Toch vochten ze voor wat ze waard waren. De Noordelijke troepen rukten verder op in zuidelijke richting langs het westelijke deel van de Mule Shoe. Het enige waar niet over nagedacht was, was wat te doen bij een grote doorbraak. De 15.000 soldaten van Hancocks II Corps dromden samen op een front dat niet breder was dan 750 meter. Het korps verloor alle cohesie en verviel in een grote gewapende bende.
Na de initiële shock begonnen de Zuidelijke bevelhebbers te reageren op de Noordelijke aanval. John B. Gordon stuurde brigadegeneraal Robert D. Johnstons brigade naar voren om Stuearts vernietigde brigade te vervangen. Hoewel Johnston gewond raakte, slaagden zijn manschappen erin om de aanval te stuiten. Daarna stuurde Gordon de brigade van kolonel John S. Hoffman en drie regimenten van kolonel Clement A. Evans' brigade naar voren. Generaal Lee was getuige van deze opmars. Net zoals in de Slag in de Wildernis wou hij meerijden met de aanval, maar werd opnieuw door de soldaten gemaand om naar achteren te rijden. Deze brigade kon het grootste deel van het oostelijke been van Mule Shoe heroveren na een korte, maar hevige strijd. Generaal-majoor Robert E. Rhodes coördineerde de verdediging in het westelijke been. Brigadegeneraal Stephen D. Ramseurs brigade leed zware verliezen om de loopgraven van de Stonewall Brigade te heroveren.

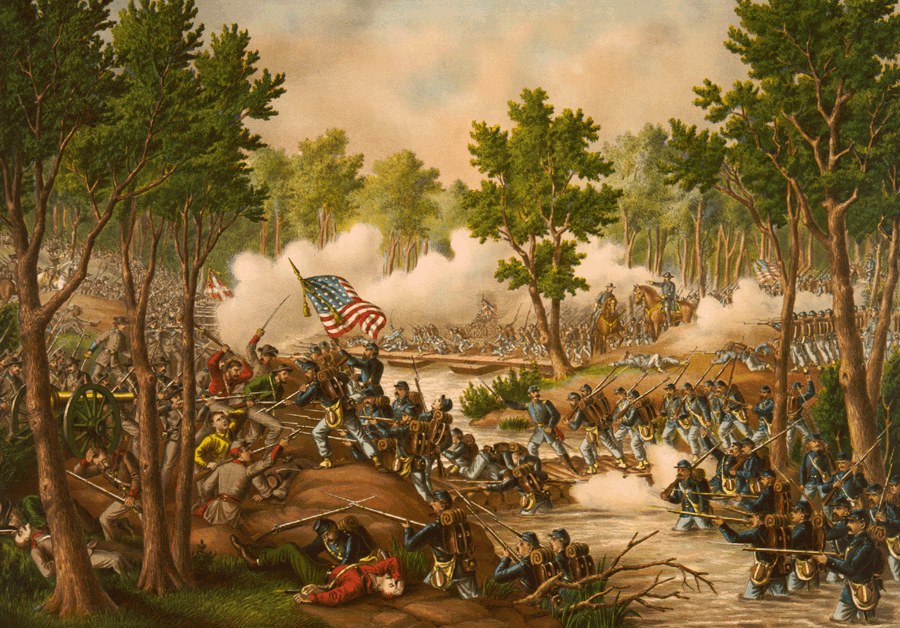
"De slag bij Spottsylvania" door Kurz & Allison

Rond 06.30 uur stuurde Grant de eerste versterkingen. Wright en Warren rukten op. De divisie van brigadegeneraal Thomas H. Neill van het VI Corps rukte op naar het westelijk been van de Mule Shoe op het punt waar deze laatste in zuidelijke richting afdraaide. Deze sector, waar de meest intense gevechten zouden plaatsvinden, werd Bloody Angle gedoopt. Terwijl Noordelijke brigade na brigade op de Zuidelijke linies beukten, bracht William Mahone twee van zijn eigen brigades, onder leiding van de brigadegeneraals Abner M. Perrin en Nathaniel H. Harris, van de uiterste linkerflank om Ramseur te assisteren. Perrin sneuvelde. Rond 08.00 uur werd door de zware regenval de hellingen op de borstweringen glad door de modder, het water en het bloed. Op dit kritische moment vervoegde brigadegeneraal Samuel McGowan de strijd. Om 09.30 uur vervoegde de divisie van brigadegeneraal David Allen Russel van het VI Corps de gevechten. Een sectie van de Noordelijke artillerie kon de vijandelijke stellingen dicht genoeg naderen om dood en vernieling te zaaien. Ook de Zuidelijke artillerie deed zijn duit in het zakje voor Russels soldaten.
Rond 08.15 uur begon de kleinschalige aanval van Warren op Laurel Hill. Voor enkele van zijn soldaten was dit de vierde of vijfde keer dat ze dezelfde vijandelijke stellingen aanvielen. Na een half uur doofde de aanval uit. Warren rapporteerde aan Meade, dat hij heden niet verder kon oprukken. Meade deelde Warren koelweg mee, dat de aanval toch diende verder gezet te worden. Warren deelde op zijn beurt dit bevel mee aan zijn onderbevelhebbers met de boodschap: "Doe het. Denk niet aan de gevolgen." Ook deze aanval was een mislukking. Ook het V Corps slaagde niet in de opzet om vijandelijke eenheden aan te trekken uit andere sectoren.
Zowel Meade als Grant waren ontevreden over Warrens prestatie. Warren werd vervangen door Meades stafchef generaal-majoor Andrew A. Humphreys. Humphreys kon op een diplomatieke manier het V Corps terugtrekken zonder Warren van zijn post te ontheffen. Meade begon echter de divisiecommandanten bevelen te sturen om Wright te versterken. Er werden voorlopig geen aanvallen meer gepland op Laurel Hill.
Ambrose E. Burnside maakte ook deel uit van de grote aanval. Voor het krieken van de dag rukte hij op naar het oostelijk been van de Mule Shoe. De aanval van een van zijn divisies onder aanvoering van brigadegeneraal Robert B. Potter net onder de sector waar Stuearts brigade in stelling lag, hielp de doorbraak van Hancocks soldaten. De brigade van de Zuidelijke brigadegeneraal James H. Lane vocht terug. Hij werd snel versterkt door de brigades van Edward L. Thomas en Alfred M. Scales. De twee opponenten raakten in een patstelling. Rond 14.00 uur gaven Grant en Lee vrijwel gelijkertijd orders tot nieuwe aanvallen. Grant hoopte in deze sector een nieuwe doorbraak te forceren. Lee wou een artilleriestelling van het IX Corps uitschakelen die zijn stellingen te veel bestookte. De opmars van brigadegeneraal Orlando B. Willcox werd gestopt toen Lanes brigade hem in de flank aanviel.
Ondertussen werkte de Zuidelijke genie met man en macht aan een nieuwe defensieve linie 500 m verder in zuidelijke richting. De gevechten bij Bloody Angle gingen ondertussen in alle hevigheid verder. Om 04.00 uur op 13 mei kregen de uitgeputte Zuidelijke soldaten te horen dat ze zich per eenheid konden terugtrekken naar nieuwe stellingen. De gevechten hadden bijna 24 uur geduurd met een intensiteit die nog niet gezien was in dit conflict. Alle bomen en ondergroei was verdwenen. Door de voortdurende gevechten op een beperkte oppervlakte met een musket of de blote hand weerklonken later in de beschrijvingen over deze episode de pure horror. Op 12 mei verloren de Noordelijken 9.000 soldaten tegenover 8.000 Zuidelijken waarvan 3.000 krijgsgevangenen.

## 13 meitot16 mei: Heroriënteren van de linies

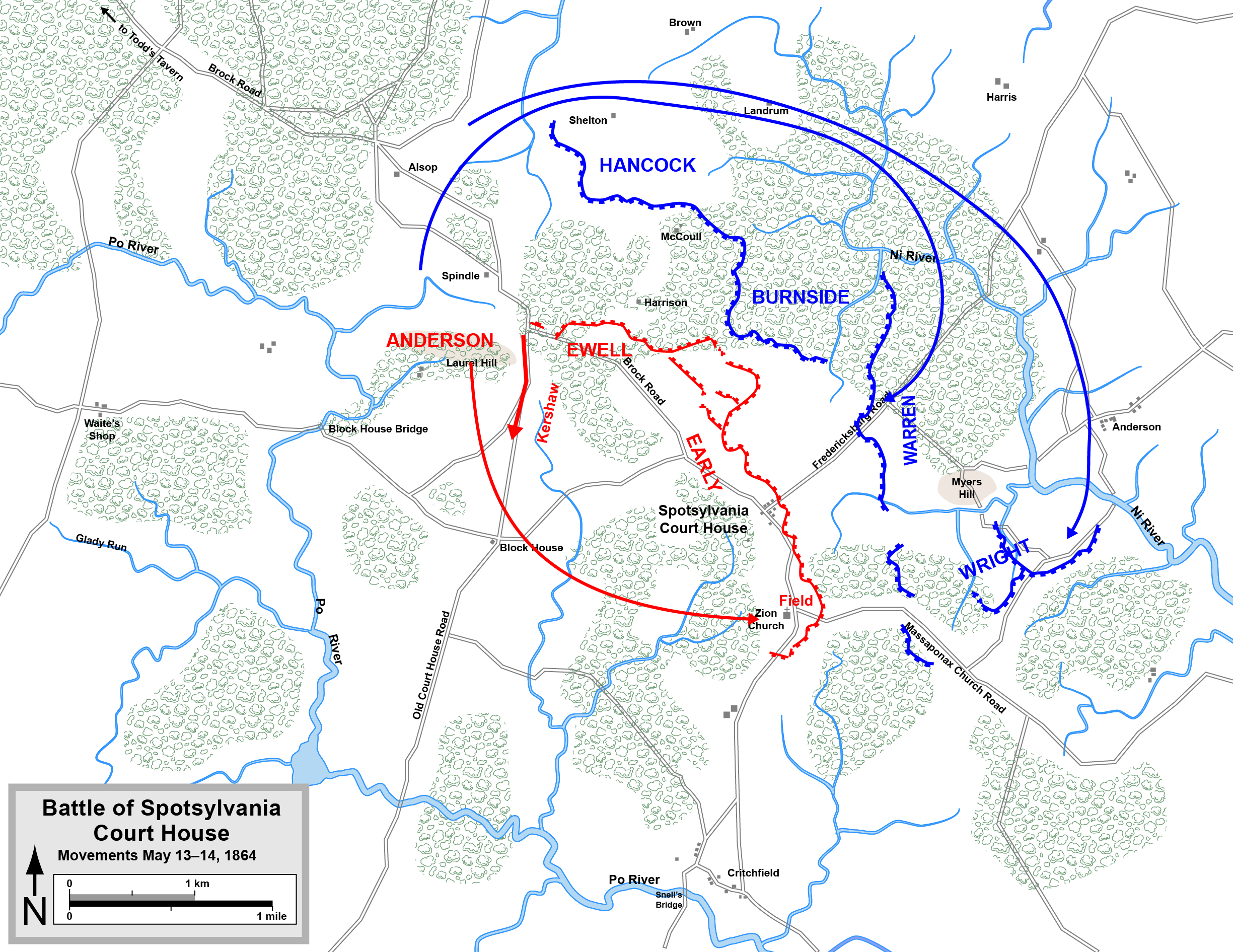
Heroriënteren van de linies tussen 13 en 16 mei

Ondanks de grote verliezen van 12 mei was Grant even vastberaden. Hij verstuurde een telegram naar de stafchef Henry W. Halleck dat de vijand bijna ten einde raad was. Grant besloot om zijn linies te heroriënteren en het zwaartepunt van zijn toekomstige acties ten oosten van Spotsylvania te verplaatsen. Hij gaf het bevel aan het V en VI Corps om zich achter het II Corps te verplaatsten en stellingen in te nemen op de linkerflank van het IX Corps. Tijdens de nacht van 13 op 14 mei vatte het korps de moeilijke mars aan tijdens hevige regenval en over modderige wegen. Vroeg in de ochtend van 14 mei nam het VI Corps posities in op Myers Hill die een overzicht bood op de Zuidelijke stellingen. Kolonel Emory Uptons brigade vocht de hele dag schermutselingen uit om de hoger gelegen grond te vrijwaren. Grants leger was te uitgeput om op 14 mei een aanval op Spotsylvania Court House uit te voeren. Dit was jammer voor Grant, omdat Lee deze sector vrijwel niet verdedigde. Toen Lee besefte, wat Grant aan het doen was, stuurde Lee eenheden van Andersons First Corps naar deze sector. Grant bracht ondertussen Washington op de hoogte, dat zijn leger ten minste 24 uur droog weer nodig had om opnieuw het offensief aan te vatten.

## 17en18 mei: de laatste Noordelijke aanvallen

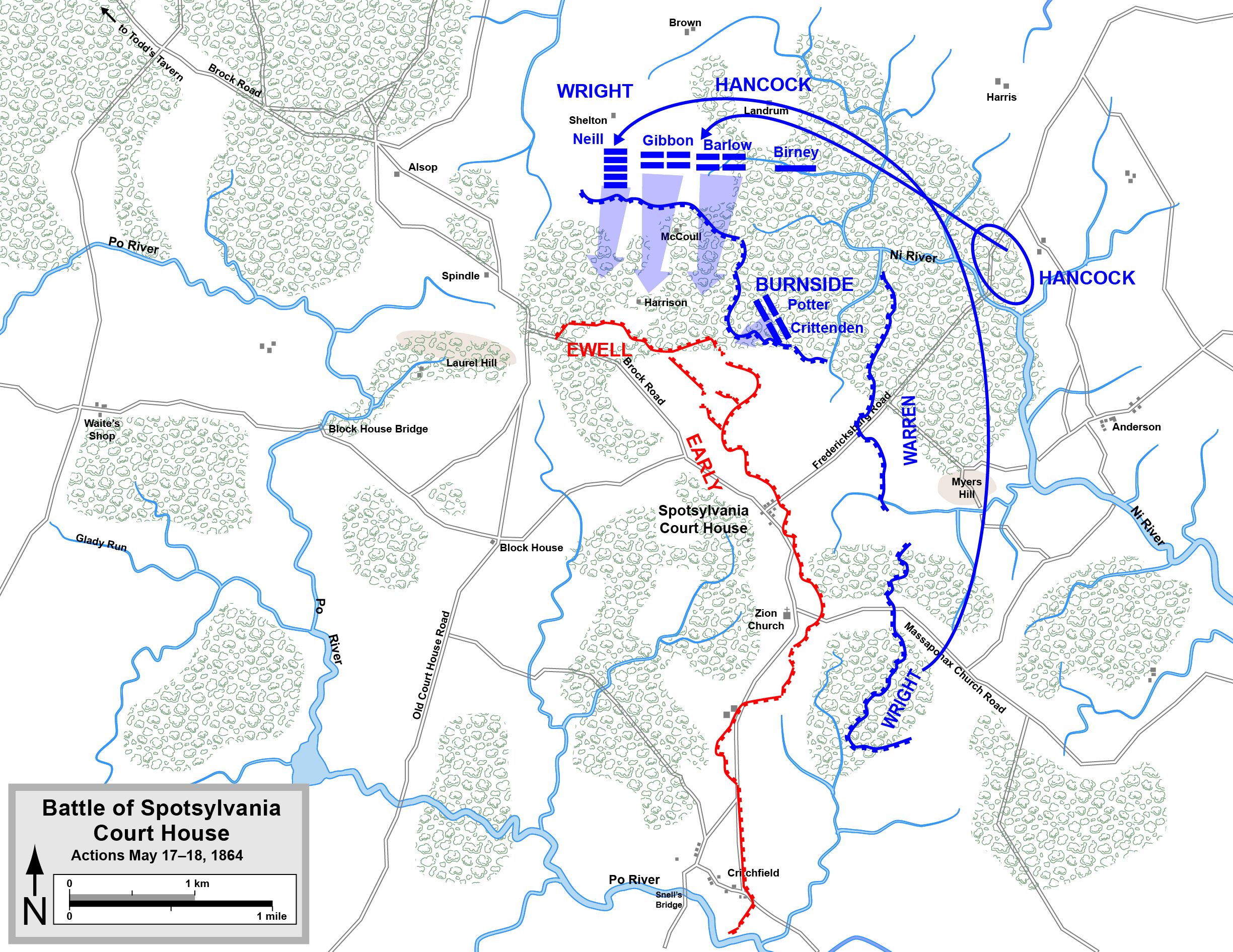
Manoeuvres op 17 mei en de Noordelijke aanval op 18 mei

Op 17 mei klaarde het weer eindelijk op. Grant paste zijn plan aan gebaseerd op een veronderstelling, namelijk dat Lee de bewegingen van Grant bij de Fredericksburg Road had waargenomen en reeds eenheden naar deze sector had gestuurd om eventuele Noordelijke aanvallen of bewegingen te counteren. Dit betekende, dat de stellingen bij Mule Shoe vrijwel verlaten waren. Grant gaf het bevel aan het II en VI Corps om bij zonsopgang van 18 mei aan te vallen. Tijdens de nacht van 17 mei keerden ze dus terug naar hun uitgangsposities bij Landrum House. Hancocks II Corps zou de eerste aanval inzetten met Wright op zijn rechterflank en Burnside op zijn linkerflank ter ondersteuning.
De stellingen bij de Mule Shoe waren echter nog bemand door het Second Corps van Ewell. Ze hadden de pauze in de gevechten gebruikt om hun stellingen te herstellen en te verbeteren. En ze waren niet, zoals op 12 mei, verrast en hun artillerie was weer ter plaatse gekomen. Toen Hancocks soldaten aanvielen, kregen ze de volle laag van de artillerie. De infanterie stond erbij en keer ernaar, doordat het kanonvuur zo efficiënt zijn werk deed. Ook Wright en Burnside boekten geen vooruitgang.

## 19 mei: Harris Farm
Grant besliste na deze mislukking om dit strijdtoneel te laten voor wat het was. Hancocks II Corps kreeg het bevel om naar de spoorweg tussen Fredericksburg en Richmond te marcheren om daarna in zuidelijke richting af te buigen. Met enig geluk zou Lee dit aas volgen om dit geïsoleerde korps te vernietigen. In dit geval zou Grant dan Lee aanvallen met zijn andere korpsen voor Lee zich opnieuw kon ingraven.
Ondertussen stelde Lee zijn eigen plannen op. Voor Hancock vertrok, kreeg Ewell het bevel van Lee om een grote verkenningstocht uit te voeren om de noordelijke flank van het vijandelijke leger te lokaliseren. Ewell nam het merendeel van de divisies van het Second Corps, aangevoerd door Rodes en Gordon, mee via de Brock Road en draaide dan in een grote boog in noordelijke en oostelijke richting naar Harris Farm. Daar botsten ze op verschillende eenheden van de Noordelijke zware artillerie die onlangs tot infanterie omgevormd was. De onervaren Noordelijken werden snel bijgestaan door het 1st Maryland Regiment en de infanteriedivisie van David Birney. De gevechten duurden tot ongeveer 21.00 uur toen Ewell terug geroepen werd door Lee, omdat de laatste vreesde voor een algemene strijd. Een deel van Ewells soldaten verdwaalde en werd gevangengenomen. De Zuidelijken hadden 900 soldaten verloren in een overbodige schermutseling die evengoed door cavalerie kon uitgevoerd worden.

## Gevolgen
De geplande opmars van Hancocks korps werd vertraagd door de gevechten bij Harris Farm. De opmars in zuidelijke richting begon pas tijdens de nacht van 20 op 21 mei. Lee liep niet in de val door Hancock aan te vallen. Hij schaduwde het Noordelijke leger door via een parallelle route te marcheren. De veldtocht ging verder toen Grant verschillende keren probeerde om Lee uit zijn tent te lokken door omtrekkende bewegingen uit te voeren en probeerde Lee's flank aan te vallen. Telkens botste Grants leger op goed uitgebouwde defensieve stellingen. Na de Slag bij North Anna en Cold Harbor stak Grant de Jamesrivier over om Petersburg aan te vallen. Daar stonden beide legers tegenover elkaar gedurende negen lange maanden in het Beleg van Petersburg.

### Slachtoffers
Met bijna 32.000 slachtoffers was Spotsylvania Court House de bloedigste slag uit de Overlandveldtocht. Tijdens de twee weken sinds het begin van de veldtocht verloor Grant 36.000 soldaten. 20.000 anderen werden eervol ontslagen uit het leger omdat hun legerdienst erop zat. Op 19 mei telde Grants leger slechts 56.124 soldaten. Ook Lee had verliezen geleden. Bij Spotsylvania verloor hij nog eens 13.000 manschappen of ongeveer 23% van zijn leger (tegenover 18% voor Grants leger). Terwijl de Noordelijken nog een grote reserve hadden aan potentiële soldaten, diende Lee manschappen van andere legers en fronten te laten overkomen om zijn effectieven op peil te houden. Bovendien verloor Lee nu veel ervaren veteranen en verschillende van zijn beste officieren.

## Aanbevolen lectuur
- Alexander, Edward P. Fighting for the Confederacy: The Personal Recollections of General Edward Porter Alexander. Edited by Gary W. Gallagher. Chapel Hill: University of North Carolina Press, 1989. ISBN 0-8078-4722-4.
- Bearss, Edwin C. Fields of Honor: Pivotal Battles of the Civil War. Washington, DC: National Geographic Society, 2006. ISBN 0-7922-7568-3.
- Carmichael, Peter S., ed. Audacity Personified: The Generalship of Robert E. Lee. Baton Rouge: Louisiana State University Press, 2004. ISBN 0-8071-2929-1.
- Catton, Bruce. A Stillness at Appomattox. Garden City, NY: Doubleday and Company, 1953. ISBN 0-385-04451-8.
- Frassanito, William A. Grant and Lee: The Virginia Campaigns 1864–1865. New York: Scribner, 1983. ISBN 0-684-17873-7.
- Gallagher, Gary W., ed. The Wilderness Campaign. Chapel Hill: University of North Carolina Press, 1997. ISBN 0-8078-2334-1.
- Jaynes, Gregory, and the Editors of Time-Life Books. The Killing Ground: Wilderness to Cold Harbor. Alexandria, VA: Time-Life Books, 1986. ISBN 0-8094-4768-1.
- King, Curtis S., William Glenn Robertson, and Steven E. Clay. Staff Ride Handbook for the Overland Campaign, Virginia, 4 May to 15 June 1864: A Study in Operational-Level Command. Fort Leavenworth, KS: Combat Studies Institute Press, 2006.
- Lyman, Theodore. With Grant and Meade: From the Wilderness to Appomattox. Edited by George R. Agassiz. Lincoln: University of Nebraska Press, 1994. ISBN 0-8032-7935-3.
- Matter, William D. If It Takes All Summer: The Battle of Spotsylvania. Chapel Hill: University of North Carolina Press, 1988. ISBN 978-0-8078-1781-0.
- Miller, Francis Trevelyan, Robert S. Lanier, and James Verner Scaife, eds. The Photographic History of the Civil War. 10 vols. New York: Review of Reviews Co., 1911. ISBN 0-7835-5726-4.
- Power, J. Tracy. Lee's Miserables: Life in the Army of Northern Virginia from the Wilderness to Appomattox. Chapel Hill: University of North Carolina Press, 1998. ISBN 0-8078-2392-9.
- Rhea, Gordon C. The Battle of the Wilderness May 5–6, 1864. Baton Rouge: Louisiana State University Press, 1994. ISBN 0-8071-1873-7.
- Rhea, Gordon C. In the Footsteps of Grant and Lee: The Wilderness Through Cold Harbor. Baton Rouge: Louisiana State University Press, 2007. ISBN 978-0-8071-3269-2.
- Simpson, Brooks D. Ulysses S. Grant: Triumph over Adversity, 1822–1865. New York: Houghton Mifflin, 2000. ISBN 0-395-65994-9.
- Smith, Jean Edward. Grant. New York: Simon & Schuster, 2001. ISBN 0-684-84927-5.
- Trudeau, Noah Andre. Bloody Roads South: The Wilderness to Cold Harbor, May–June 1864. Boston: Little, Brown & Co., 1989. ISBN 978-0-316-85326-2.
- Wert, Jeffry D. The Sword of Lincoln: The Army of the Potomac. New York: Simon & Schuster, 2005. ISBN 0-7432-2506-6.